# Pecado Capital (1998)
Pecado Capital é uma telenovela brasileira produzida e exibida pela TV Globo de 5 de outubro de 1998 a 7 de maio de 1999, em 185 capítulos. Substituiu Era uma Vez... e foi substituída por Força de um Desejo, sendo a 54ª "novela das seis" exibida pela emissora.
É um remake da telenovela homônima de Janete Clair, exibida originalmente em 1975. Adaptada por Glória Perez, a direção foi de Maurício Farias, Fabrício Mamberti e Vicente Barcellos, sob a direção geral e núcleo de Wolf Maya.
Contou com as atuações de Eduardo Moscovis, Carolina Ferraz, Francisco Cuoco, Cássia Kis, Vera Fischer, Alexandre Borges, Palomma Duarte e Thaís de Campos.

## Enredo
Pecado Capital conta a história de José Carlos Moreno, mais conhecido como Carlão, um taxista morador do subúrbio carioca de Marechal Hermes. Logo no primeiro capítulo, acontece um grande e audacioso assalto a banco, e os ladrões, em fuga, embarcam no táxi de Carlão. Só que a mala cheia de dinheiro é esquecida no carro. O taxista então, vê ali a possibilidade de ascender socialmente, podendo enfim casar-se com a noiva Maria Lucia, operária numa fábrica de roupas. Graças à beleza de Maria Lucia, são frequentes as brigas entre os dois, por causa do ciúme do taxista. Lucinha conhece na fábrica o publicitário Nélio Porto Rico, que a convida a ser modelo. Pensando na possibilidade de crescer na vida, ela aceita. Enquanto isso, Carlão faz segredo quanto a estar com o fruto do assalto ao banco. A opção de Lucinha pela carreira de modelo a leva a romper com a mãe, pela intolerância desta.
Enquanto isso, Eunice, uma dona de casa de classe média, infeliz no casamento, sofre com a repulsa do marido Ricardo e com a consciência pesada. Ela esteve no assalto, do qual participou convencida pelo amante Miguel, e foi quem esqueceu o dinheiro com Carlão. Miguel é assassinado após uma discussão com Eunice por causa do dinheiro e ela é tida como a principal suspeita, embora seja inocente. Ela então vai pedir ajuda ao marido para sair da enrascada, e ele a obriga a ir passar uns tempos nos Estados Unidos, longe do filho Paulo Roberto. E a suburbana Lucinha é escolhida como principal modelo das Confecções Centauro, onde antes trabalhava. Desperta o interesse do adormecido coração de Salviano Lisboa, um milionário viúvo que, apesar de ter seis filhos - Vitória, Vilma, Vicente, Virgílio, Vinícius e Valter - e viver cercado de bajuladores, sente muita solidão. O início do namoro entre Salviano e Lucinha desperta em Carlão um grande ódio, e ele lança mão do dinheiro, que planejava devolver, para ascender socialmente - para ele, Lucinha deseja isto fortuna e ascensão social.
Eunice volta ao Brasil e cumprindo suas ameaças cheias de rancor, Ricardo a denuncia e ela é presa. Ao ficar sabendo da situação da mulher, Carlão sente a consciência pesar e começa a ajudá-la. Penalizado, sabendo que se tivesse entregue o dinheiro, a situação de Eunice seria outra, Carlão se casa com ela, mesmo apaixonado por Lucinha, que passa a enfrentar, a cada dia que passa, maior oposição dos filhos de Salviano. Carlão e Eunice vivem um casamento infeliz. Ela, verdadeiramente apaixonada, sofre com o amor do marido por outra, que não o quer; ele, por estar casado por piedade e medo de que ela, já o tendo reconhecido como o taxista do caso, o denuncie.
Ao longo da trama, Carlão vai se afundando mais e mais, graças à ambição e ao desejo de reconquistar Maria Lucia. No final, quando resolve deixar o dinheiro (dois milhões de reais) numa estação do metrô e fazer uma denúncia anônima às autoridades, Carlão termina assassinado no local pelo bicheiro Tonho Alicate, um mau-caráter com quem havia se envolvido em negócios escusos.

## Elenco
| Intérprete          | Personagem                                  | Interpretado na versão de 1975 por |
| ------------------- | ------------------------------------------- | ---------------------------------- |
| Eduardo Moscovis    | José Carlos Moreno (Carlão)                 | Francisco Cuoco                    |
| Carolina Ferraz     | Maria Lúcia Batista (Lucinha / Lucy Jordan) | Betty Faria                        |
| Francisco Cuoco     | Salviano Lisboa                             | Lima Duarte                        |
| Cássia Kis          | Eunice Saraiva                              | Rosamaria Murtinho                 |
| Alexandre Borges    | Nélio Porto Rico                            | Dennis Carvalho                    |
| Palomma Duarte      | Vilma Lisboa (Vilminha) / Telma             | Débora Duarte                      |
| Thaís de Campos     | Vitória Lisboa                              | Theresa Amayo                      |
| Thiago Lacerda      | Vicente Lisboa                              | Luiz Armando Queiroz               |
| Marcos Winter       | Virgílio Lisboa                             | Lauro Góes                         |
| Jiddu Pinheiro      | Valter Lisboa                               | João Carlos Barroso                |
| Marcelo Serrado     | Vinícius Lisboa                             | Marco Nanini                       |
| Tato Gabus Mendes   | Valdir de Oliveira Pontes                   | Emiliano Queiroz                   |
| Roberto Bonfim      | Raimundo Moreno                             | Gilberto Martinho                  |
| Jackson Antunes     | Marciano Moreno                             | Lutero Luiz                        |
| Denise Milfont      | Elizeth Moreno                              | Leina Krespi                       |
| Leandra Leal        | Clarelis Batista                            | Elizângela como Emilene            |
| Zilka Salaberry     | Bá                                          | Elza Gomes                         |
| Floriano Peixoto    | Hernani                                     | Dary Reis                          |
| Antônio Pompeo      | Dr. Percival Garcia                         | Milton Gonçalves                   |
| Cláudia Liz         | Gigi                                        | Sandra Barsotti                    |
| Betty Lago          | Mila                                        |                                    |
| André Valli         | Orestes Batista                             | Germano Filho                      |
| Mara Manzan         | Alzira Batista                              | Ilva Niño                          |
| Suely Franco        | Djanira                                     | Maria Pompeu                       |
| Eri Johnson         | Tenorinho (Marcelo)                         |                                    |
| Pedro Paulo Rangel  | Clóvis                                      |                                    |
| Íris Bruzzi         | Otília                                      |                                    |
| Camila Pitanga      | Ritinha                                     |                                    |
| Luís Melo           | Ricardo                                     | Moacyr Deriquém                    |
| Patrick de Oliveira | Paulo Roberto                               | Fábio Mássimo                      |
| Ilka Soares         | Hortência                                   | Heloísa Helena                     |
| Paula Manga         | Rose                                        | Lady Francisco                     |
| Guilherme Karan     | Jurandir                                    | Gilson Moura                       |
| Othon Bastos        | Sandoval                                    | Alfredo Murphy                     |
| Oswaldo Loureiro    | Boca                                        |                                    |
| Darlene Glória      | Aurora                                      | Glória Ladany                      |
| Juliana Silveira    | Dagmar                                      |                                    |
| Lúcio Mauro         | Nonato                                      |                                    |
| Aracy Cardoso       | Cibele                                      | Malu Rocha                         |
| Malu Valle          | Verinha                                     | Nadir Fernandes como Nadir         |
| Henri Castelli      | Lobato                                      | André Valli como Claudius          |
| Walther Verve       | Rogê                                        |                                    |
| Renato Rabello      | Escorel                                     |                                    |
| Duda Ribeiro        | Tatu                                        |                                    |
| Ana Paula Guimarães | Elba                                        |                                    |
| Java Mayan          | Pepê                                        |                                    |
| Juliana Aguiar      | Lu                                          |                                    |
| Pia Manfroni        | Creusa                                      |                                    |
| Ana Furtado         | Deinha                                      |                                    |
| Clara Garcia        | Rafa                                        |                                    |
| Matheus Petinatti   | Jominho                                     |                                    |
| Vanessa Dantas      | Micaela                                     |                                    |
| Luã Ubacker         | Rubinho                                     |                                    |
| Luíz Cláudio Jr.    | Nandinho                                    |                                    |
| Diego Codazzi       | Pastel                                      |                                    |

### Participações especiais
| Intérprete         | Personagem                      |
| ------------------ | ------------------------------- |
| Vera Fischer       | Laura                           |
| Jonas Bloch        | Altino                          |
| Mário Lago         | Dr. Amatto                      |
| Lima Duarte        | Tonho Alicate                   |
| Chico Diaz         | Delegado Arruda                 |
| Marco Ricca        | Miguel                          |
| Claudio Heinrich   | Romeu                           |
| Suzana Gonçalves   | Juíza Elizabeth                 |
| Carlos Casagrande  | Fernando Assis                  |
| Leandro Hassum     | Marcos                          |
| Caco Ciocler       | Rodrigo                         |
| Marcelo Brou       | Jorge                           |
| Adriana Figueiredo | Lurdes                          |
| Ricardo Martins    | Bruno                           |
| Mary Leão          | Sheila                          |
| Tathiane Manzan    | Zuleica                         |
| Íris Nascimento    | Fafá                            |
| Fábio Lago         | Januário, compra táxi de Carlão |
| Betty Faria        | ela mesma                       |
| Renato Gaúcho      | ele mesmo                       |
| Romário            | ele mesmo                       |
| Tande              | ele mesmo                       |
| Lisandra Souto     | ela mesma                       |

## Produção
Glória Perez retornava ao horário das 18h, 7 anos depois do término de Barriga de Aluguel, exibida entre 1990 e 1991. Após o sucesso dessa novela, a novelista foi elevada ao horário das 20 horas e ao time de autores de "peso" da TV Globo. No horário nobre ela escreveu De Corpo e Alma, exibida entre 1992 e 1993, tragicamente marcada pelo assassinato de sua filha Daniella Perez. Afastada das novelas por mais de 2 anos, Glória retornou em 1995 com Explode Coração. Gerou-se uma grande expectativa diante desse "remake", já que se tratava da terceira obra de Janete Clair a ganhar uma nova versão, as anteriores haviam sido Selva de Pedra em 1986 e Irmãos Coragem em 1995. Essa responsabilidade foi ainda maior, já que Glória Perez havia iniciado seus trabalhos como autora junto com Janete em 1983, como colaboradora em Eu Prometo, último trabalho da autora titular, que faleceu antes do término da novela, deixando o restante da obra para Glória Perez concluir. Para o "remake" de Pecado Capital, foi escalado o diretor Wolf Maya, responsável pelo sucesso dos remakes de Mulheres de Areia em 1993 e A Viagem em 1994.

### Roteiro
Escrita por Glória Perez, conhecida como pupila de Janete Clair, autora original da telenovela homônima de 1975, este remake acrescentou novos personagens em tramas inéditas e fazia algumas homenagens à trama original de Janete Clair. Começando pela participação de Francisco Cuoco, que havia sido o Carlão da versão de 1975 e nesta versão fazia o papel vivido antes por Lima Duarte. Francisco emagreceu dezoito quilos para viver o empresário Salviano Lisboa. Em 1975, Janete Clair batizou a irmã de Lucinha de Emilene, papel de Elizângela, numa homenagem dos pais da personagem às cantoras Emilinha Borba e Marlene, estrelas do rádio. Na nova versão, Glória Perez batizou a irmã de Lucinha de Clarelis, papel de Leandra Leal neste remake, nome em homenagem as cantoras Clara Nunes e Elis Regina. Outras homenagens foram ao papel da desajustada Vilminha, que havia sido da atriz Débora Duarte, foi entregue à sua filha, Paloma Duarte, no remake. A personagem Bá de Zilka Sallaberry, a governanta da mansão de Salviano Lisboa, guardava uma foto da mãe emoldurada na cabeceira da cama. A foto era de Elza Gomes, que havia interpretado a personagem na versão original. Mário Lago, que atuou nas duas novelas, fez o mesmo papel, Dr. Amato, o advogado que defendia Eunice, Rosamaria Murtinho no original e Cássia Kiss no remake, no inquérito sobre o assalto ao banco. Betty Faria, que vivera a Lucinha na primeira versão, fez uma participação como uma trocadora de ônibus que tem um breve diálogo com Carolina Ferraz, a Lucinha do remake. E também numa participação, Lima Duarte, o Salviano da primeira versão, apareceu no capítulo final como o bandido que mata Carlão, de Eduardo Moscovis. Na primeira versão, Carlão encontrou oitocentos mil cruzeiros na maleta esquecida em seu táxi. Nessa versão o valor foi atualizado para dois milhões de reais. Carolina Ferraz e Francisco Cuoco, que viviam o par romântico Lucinha e Salviano, se desentenderam durante a trama. Glória Perez, então, criou um novo interesse amoroso para Salviano, Laura, papel de Vera Fischer, uma personagem que não existia na novela original. Por causa destas desavenças, Glória Perez teve que modificar o final. Na versão original, enquanto Lucinha casava-se com Salviano, Carlão era baleado nas obras do metrô, no Largo da Carioca, no centro do Rio. Glória mudou para que Salviano ficasse com Laura, enquanto Carlão morreu assassinado no metrô da Praça Cardeal Arcoverde, em Copacabana, e Lucinha chorou a sua morte. A novela também abordou questões sociais, próximo à praia onde Tenorinho, de Eri Johnson, jogava futevôlei havia um posto fictício onde pessoas reais davam depoimentos. A mãe do estudante Frederico Guimarães, morto em novembro de 1998 por uma gangue em Ipanema, e Raimundo Pereira, do grupo Atobá, que luta pelos Direitos LGBT no Brasil. As vítimas da tragédia do edifício Palace II, que desabou em 22 de fevereiro de 1998, também deram depoimentos. No Recreio dos Bandeirantes, participaram a dupla Zezé di Camargo e Luciano para divulgar a campanha "Violência Não! Eu Defendo Esta Bandeira". Por meio do drama vivido pela personagem Rafa, amiga de Vilminha e vivida por Clara Garcia, que descobre que tem câncer. A atriz teve que raspar a cabeça em função do papel, visitou alguns hospitais especializados em câncer e acabou conquistando a simpatia das crianças internadas, na novela, a personagem também visitava hospitais, sem cabelos, mas com tatuagens na cabeça, era uma forma que Glória Perez de fazer com que as crianças lidassem melhor com a perda dos cabelos provocada pelo tratamento da doença. O ex-futebolista Renato Gaúcho participou na produção como ele mesmo.

### Figurino e caracterização
Criado no Rio de Janeiro, Eduardo Moscovis acrescentou ao repertório do seu Carlão expressões que ouvia nas ruas, como "riléx", pronúncia para a palavra em inglês "relax", gíria que o taxista dizia o tempo todo e que se tornou uma das favoritas dos câmera men do estúdio. O visual do Carlão de Francisco Cuoco, com camisas estampadas, abertas no peito, um bigodinho e uma corrente no pescoço inspiraram o novo Carlão feito por Eduardo Moscovis que era devoto de São Jorge, vestia camisas lisas, usava uma barba cerrada e um cordão com um crucifixo, uma medalhinha de Agnus Dei e uma figa. Os figurinos foram assinados por Helena Brício e Marina Alcântara, seguiram as diretrizes traçadas pelo diretor de núcleo Wolf Maya na concepção estética, usando como referência uma retratação poética do subúrbio, inspirada na Madri dos filmes do cineasta espanhol Pedro Almodóvar e no Rio de Janeiro descrito pelas histórias do escritor Nelson Rodrigues. As figurinistas distinguiram, para a criação dos figurinos, o subúrbio do bairro Marechal Hermes, zona norte do Rio onde moravam os personagens Carlão e Lucinha, de Copacabana, bairro da zona sul da cidade, também retratado na novela. Também na versão original, o núcleo pobre da novela morava no bairro carioca do Méier, na zona norte, com as cenas sendo realizadas nas ruas do bairro. Na segunda versão, este núcleo foi transferido para Marechal Hermes. As gravações da novela mudaram a rotina dos moradores do bairro, que alugaram as fachadas de suas casas para a produção, outros atuando como figurantes. A equipe de cenografia de Claudia Alencar, Alexandre Gomes e Fábio Verlen criaram dezesseis complexos cenográficos para a novela, incluindo um trecho comercial de Marechal Hermes e a mansão de Salviano Lisboa, construídos em uma cidade cenográfica no Projac.

### Classificação indicativa
Inicialmente, Pecado Capital havia sido classificada como programa não recomendado para menores de 12 anos, inadequado para antes das 20h, publicado pelo Diário Oficial da União em 10 de agosto de 1998, meses antes da estreia. A TV Globo se comprometeu a adequar a novela para o horário livre. Segundo a coordenadora do Departamento de Classificação Indicativa, Mirna Fraga, em Pecado Capital, foram considerados inapropriados os "conflitos psicológicos" da história. Entre eles os de Vilma, com seus problemas emocionais e dificuldades de relacionamento com a família e por isso é submetida a tratamento psiquiátrico e a da protagonista, Lucinha, que tem brigas frequentes com o namorado, Carlão, e vai se apaixonar por um homem muito mais velho que ela, Salviano Lisboa, "Acredito que houve um equívoco. O Ministério da Justiça teve acesso, como é de praxe, apenas à sinopse, pela qual não dá para saber de que forma foram abordados os assuntos. Não precisei fazer alterações nos capítulos. Quando fiz a adaptação, já havia adequado a história, que já era leve, para o horário das 18h. A novela será acima de tudo lúdica", disse Glória Perez. Mirna Fraga comentou "Não dá para saber o que se passa na cabeça da Glória Perez. Realmente só lemos a sinopse, até porque não estamos mais no regime militar, quando os capítulos eram avaliados pela censura, antes da exibição". Segundo Mirna Fraga, a função do Ministério "terminou com a publicação do compromisso que a Globo assumiu com a União", mas que, caso o Departamento de Classificação Indicativa considere que esteja ocorrendo "excessos" na novela, poderá intervir junto ao Ministério Público. Ela acrescentou que "as pessoas que se sentirem ofendidas e prejudicadas com o conteúdo da trama poderão recorrer à Promotoria da Infância e da Juventude e pedir providências". O departamento de divulgação da Globo informou que foi produzida uma segunda sinopse, "praticamente" igual à primeira versão enviada ao Ministério da Justiça.

## Audiência
Pecado Capital estreou com a missão de manter a audiência de Anjo Mau e Era uma Vez..., que reergueram os números no horário, em crise por três novelas após o sucesso de História de Amor. A novela estreou com 38 pontos de média e 44 pontos de pico, representando um aumento de 5 pontos em relação ao primeiro capítulo da antecessora, que atingiu 33 pontos. O segundo capítulo rendeu 32 pontos e, ao longo da primeira semana, a trama foi diminuindo a audiência até atingir 28 na sexta-feira, perdendo 10 pontos desde a estreia. Para evitar a baixa audiência, a Globo multiplicou as chamadas da novela, mas não obteve resultado, sendo que a novela estacionou numa média de 25 pontos. A partir de fevereiro de 1999 a audiência passou a reagir e marcar entre 25 e 30 pontos, porém em sua reta final a trama chegou a atingir 23 pontos.
A novela chegou a ter menos audiência que a reprise de O Rei do Gado no Vale a Pena Ver de Novo na mesma época. Pecado Capital registrou uma média geral de 27 pontos, derrubando em 3 pontos a da anterior e também ficando 3 pontos abaixo da meta para o horário, que era de 30 pontos.

## Exibições
Em 2013, Pecado Capital chegou a ser anunciada para reprise no Viva. Mas, devido a reclamações de assinantes do canal, a reprise foi substituída pelo remake de Anjo Mau. No ano seguinte, a telenovela foi anunciada novamente como reprise no canal, mas novamente reclamações do público fizeram o canal cancelar a reprise e o Viva justificou que adiou a telenovela por "questões estratégicas".

### Outras mídias
Nunca reprisada, foi disponibilizada na íntegra pelo Globoplay em 6 de maio de 2024, através do Projeto Resgate.

### Exibição internacional
O remake de Pecado Capital foi exibido na Argentina, Chile, Rússia, Nicarágua, Portugal, entre outros.

## Trilha sonora

### Nacional
Capa: Eduardo Moscovis
1. "Pecado Capital" - Só Pra Contrariar
2. "Juventude Transviada" - Luiz Melodia
3. "Shake Boom" - Vinny
4. "Pra Poder Te Amar (Não Deu Pra Segurar)" - Martinho da Vila
5. "Mercedes Benz" - Edson Cordeiro
6. "Sábado à Noite" - Cidade Negra e Lulu Santos
7. "O Gosto do Azedo (Ao Vivo)" - Rita Lee
8. "Timoneiro" - Paulinho da Viola
9. "Pierrot" - Marina Lima
10. "É Preciso Saber Viver" - Titãs
11. "Sem Essa de Malandro Agulha" - Zeca Pagodinho
12. "El Dia En Que Me Quieras" - Luis Miguel
13. "Quando Parei No Sinal" - João Nogueira
14. "Não Se Esqueça de Mim" - Nana Caymmi

### Internacional
Capa: Carolina Ferraz
1. "Feelin' (Love to Infinity Remix)" - Gloria Estefan
2. "I Want to Know What Love Is" - Tina Arena
3. "In Assenza Di Te" - Laura Pausini
4. "Whenever You're Near Me (Whenever You're with Me)" - Ace of Base
5. "The Boy Is Mine" - Brandy & Monica
6. "The Rockafeller Skank" - Fatboy Slim
7. "What Can I Do?" - The Corrs
8. "You Belong to Me" - Kivi Treet
9. "Careless Whisper" - Tamia
10. "We Live" - Bosson
11. "If You Could Read My Mind (Stars on 54) - Ultra Naté, Amber e Jocelyn Enriquez
12. "Days Over Days" - Union of Souls
13. "I Love You" - Debelah Morgan
14. "Stand by Me" - 4 the Cause
15. "To Make You Feel My Love" - Roy Driftwood
16. "Dolannes Melodie (Flûte de Pan) - Due Angeli